# 8202 Gooley
A 8202 Gooley (ideiglenes jelöléssel 1994 CX2) a Naprendszer kisbolygóövében található aszteroida. Endate Kin és Vatanabe Kazuró fedezte fel 1994. február 11-én.